# Zapomeňte na Mozarta
Zapomeňte na Mozarta je psychologicko-historický koprodukční film režiséra Miloslava Luthera z roku 1986. Námět a scénář napsal český spisovatel Zdeněk Mahler, který se věnuje osobnosti Wolfganga Amadea Mozarta (v roce 1984 se podílel jako odborný poradce i na přípravě filmu Amadeus od Miloše Formana).
Snímek zachycuje fiktivní vyšetřování, ve kterém se prostřednictvím pátrání zjišťuje vina umělcova okolí na jeho smrti. Film je koprodukci Studie hraných filmů a německé společnosti OKO-Film München, kterou zastupoval německý producent českého původu, Karel Dirka.

## Charakteristika filmu
Film je rámován Mozartovou smrtí a dialogy jsou útržkovité. Jednotlivé postavy se vracejí do minulosti a vzpomínají na zásadní okamžiky života s Mozartem, čímž se vytváří i obraz dané historické epochy. V tomto filmu je výrazná Lutherova inklinace k historickým látkám, jeho cit pro dobové reálie a věrné zobrazení atmosféry 18. století. Scénář se v mnohém drží faktů, ale režisér přibližuje divákovi zejména osobnost a povahu velkého skladatele, jeho vášnivost, samolibost, marnotratnost a časté konflikty s absolutistickou mocí. Mozart v tomto filmu nestojí jako umělec, ale v první řadě jako člověk. Miloslav Luther se tak dotkl i témata vztahu mezi umělcem a společností a ve filmu se dají najít sociálně-psychologické, ale i společensko-kritické motivy. Ve filmu se nachází Mozartova hudba v pojetí Petra Breiner, který v ní udělal netradiční posuny a hudba se tak stává součástí syžetu. Jedním z charakteristik Lutherova filmařského stylu je i jemná, tlumená výtvarná stylizace záběrů. Kameraman Jozef Šimončič komponuje záběry v pološeru, polostínu a nezaměřuje se na jasnou dynamickou hru barev a tvarů.

## Děj filmu
Píše se rok 1791. Do skromného příbytku Wolfganga Amadea Mozarta, ve kterém leží natažená mrtvola geniálního hudebníka, přichází tajný cen - hrabě Pergen. Přivedli ho sem stopy vyšetřování brutální vraždy majitele vídeňského muzea voskových figurín - Franze Deml. Pergen postupně zjistí fakta, která naznačují, že obě úmrtí spolu nějak souvisí. 
Aby osvětlil další okolnosti a souvislosti předčasného Mozartova skonu, svolává Pergen k nebohému přátel a známých ze skladatelova nejbližšího okolí. V jejich reminiscencích se vracíme k nejdůležitějším momentem Mozartovy závratné kariéry i její nečekaně trpkého konce. Jsme svědky skladatelova příjezdu do josefinské Vídně, koncertního duelu se Salierim, tajného zasvěcovacího obřadu v lóži zednářů i skladatelovy postupné společenské degradace a zhoršujícího se zdravotního stavu. Pergen u každého z vyslýchaných najde dostatek osobních motivů lhostejnosti, závisti, nepřejíctvím, nevraživosti i otevřené nenávisti vůči Mozartovi, které přímo vedou k jeho doslovné likvidaci. Přítomní odhaleným faktem neprotiřečí, brání se jinak. Slovy Salieriho společně osočovat Pergena, jako představitele neomezené absolutistické moci z tichého souhlasu s jejich "vraždednými" postoji vůči Mozartovi. Přestože od Pergenových indicií je jen krůček k tomu, aby kterýkoliv z přítomných byl před soudem veřejnosti a dějin označen za Mozartova vraha, jedno je jisté - morální vinu za jeho smrt nese především císařský dvůr a jeho přisluhovači, stojící anonymně v pozadí zločinu , kteří "navěky" umlčeli génia, proklamující v své tvorbě revoluční myšlenky rovnosti. 
Takto obviněný Pergen však neváhá využít svou represivní moc a v "jménem budoucnosti" paradoxně namísto odhalení Mozartova vraha, záměrně zamlžuje a zatajuje usvědčující okolnosti této záhadné smrti. Zapomeňte na Mozarta! - To je příkaz, který dává z titulu své všemocné funkce všem zasvěceným do tohoto nepříjemného kriminálního případu. A tak nejvýmluvnějším svědectvím o tragických okolnostech Mozartovy smrti je jeho anonymní hrob kdesi u zdi vídeňského hřbitova.

## Obsazení
- Wolfgang Amadeus Mozart: Max Tidof
- Pergen: Armin Mueller-Stahl
- Konstanze: Delia Catarina Raacke
- Magdalena: Katja Flintová
- Deml: Andrej Hryc
- Emanuel Schikaneder: Uwe - Adam Ochsentknecht
- Antonio Salieri: Franz Wienfried Glatzeder
- Joseph Haydn: Ladislav Chudík

## Ocenění
- 1986 – Cena Paľa Bielika za rok 1985 za kameru (Jozef Šimončič)
- 1986 – Stříbrný tolar, Mezinárodní filmový festival Chicago